# Club Atlético Newell's Old Boys (féminines)
Maillots
La section féminine du Club Atlético Newell's Old Boys, plus couramment appelé Newell's Old Boys, est un club féminin de football argentin basé à Rosario.

## Histoire
En juillet 2024, la direction du club décide d'augmenter les investissements dans la section féminine. Le club recrute des joueuses de l'équipe nationale comme Daiana Falfán, et termine dans le top huit en championnat. Au mercato suivant, d'autres internationales arrivent au club, notamment Mariana Larroquette, la meilleure buteuse de la sélection argentine.
Début 2025, Newell's remporte la Copa Federal après avoir battu Boca Juniors aux tirs au but en finale. C'est le premier trophée de l'histoire de la section féminine. Un mois plus tard, la Lepra confirme sa domination sur le football féminin argentin en décrochant le tournoi d'ouverture du championnat. Newell's valide son titre après une victoire 1-0 dans le derby face à Rosario Central. Le club de Rosario est le premier champion d'Argentine non issu de la région de Buenos Aires.

## Palmarès
Primera División (1) :
- Champion en 2025 (ap.)

Copa Federal (1) :
- Vainqueur en 2024

## Rivalités
Le club dispute le derby de Rosario face à son rival local Rosario Central.